# Eclissi solare del 29 marzo 2025
L'eclissi solare del 29 marzo 2025 è un evento astronomico che ha avuto luogo il suddetto giorno attorno alle ore 10:48 UTC.
È stata visibile parzialmente nell'Europa occidentale e settentrionale, nel nord dell'Europa orientale, nel nord-est dell'America del Nord, nell'Africa nord-occidentale, nella zona settentrionale dell'Oceano Atlantico, in Groenlandia e nell'area dell'Artico che si affaccia a nord della Penisola scandinava. Sui territori dell'Europa orientale, l'eclissi è stata visibile nella parte nordoccidentale della Russia, in Bielorussia, negli Stati baltici e nella parte nordoccidentale dell'Ucraina.